# Roman Schimmer
Roman Schimmer (* 25. September 1912 in Graslitz, Österreich-Ungarn; † 15. Juni 1987) war ein deutscher Violinist und Musikpädagoge. Nach dem Zweiten Weltkrieg lebte und wirkte er als Tonkünstler in Stuttgart.

## Leben und Werk
Roman Schimmer studierte von 1927 bis 1933 bei Josef Kratina, Henri Marteau und Jon Voicu am Konservatorium Dresden.
Von 1933 bis 1935 wirkte Roman Schimmer als Konzertmeister an der Deutschen Musikbühne Berlin. 1935 wechselte er in gleicher Stellung zu Radio Stuttgart. Von 1941 bis 1945 war er für das Rundfunkorchester München tätig. Von 1945 bis 1947 war er Primarius des Stamitz-Quartett in Mannheim. Von 1947 bis 1972 wirkte er dann als erster Konzertmeister im Symphonieorchester des Süddeutschen Rundfunks. 1955 gründete er das Roman-Schimmer-Trio, in dem der Schweizer Pianist Charles Dobler und der Cellist Heinz Decker mitwirkten. Als Solist konzertierte Schimmer auch in Südamerika.
Roman Schimmer unterrichtete Violine an der Musikhochschule Trossingen (seit 1955 als Professor).